# Rostislav Dimitrov
Rostislav Dimitrov (Bulgaria, 26 de diciembre de 1974) es un atleta búlgaro, especializado en la prueba de triple salto, en la que llegó a ser subcampeón mundial en 1999.

## Carrera deportiva
En el Mundial de Sevilla 1999 ganó la medalla de plata en triple salto, con un salto de 17.49 metros, por detrás del alemán Charles Friedek (17.59 m) y por delante del británico Jonathan Edwards (17.48 metros).